# ジョルジオ・モロダー
ジョヴァンニ・ジョルジオ・モロダー（Giovanni Giorgio Moroder, 1940年4月26日 - ）は、イタリアの音楽プロデューサー・作曲家・シンセサイザー奏者、歌手。特に1970年代から1980年代にかけて多くのアーティストと協力して初期ディスコ音楽の発達に貢献し、しばしば「ディスコの父」と呼ばれる。
イタリア語とドイツ語の両方が使われる南チロル（ボルツァーノ県）のオルティゼーイ出身で、出生名はイタリア語でジョヴァンニ・ジョルジオだったが、母親は対応するドイツ語名のハンスイェルク（Hansjörg）で呼んだ。

## 経歴・人物
ジョルジオ・モロダーの音楽キャリアは、一般の音楽ファンが考えているよりもはるかに古く、1963年には歌手として数枚のシングルを発表し、早くもデビューをしている。1970年代からモーグ・シンセサイザーなどのシンセサイザーを使用した演奏・楽曲作りを始めた。
1972年には英国のチッコリー (Chicory Tip) による「恋の玉手箱」 (Son of My Father) を作曲し、ヒットさせた。テクノ・ポップの初期の楽曲といえる同曲は、日本でもスマッシュ・ヒットしている。また、ドナ・サマーの「アイ・フィール・ラブ」などのプロデューサーとして、シンセサイザーを活用してディスコ・ミュージック界をリードした。伝統的には生楽器と電気楽器で作られてきたディスコ・ミュージック界へのシンセサイザーの導入は、後のダンス・ミュージック全般に大きな影響を与えた。
1984年にはSFサイレント映画の名作である『メトロポリス』を再編集してサウンドトラックを新たに加えたジョルジオ・モロダー版『メトロポリス』をプロデュースし、話題を呼んだ。
映画のサントラでは『アメリカン・ジゴロ（American Gigolo）』、『ミッドナイト・エクスプレス』、『スカーフェイス』、『フラッシュダンス』、『ネバーエンディング・ストーリー』、『トップガン』、『オーバー・ザ・トップ』などを担当し、高い評価を得ている。『フラッシュダンス』で1983年の、『トップガン』で1986年のアカデミー歌曲賞を受賞した。
近年では音楽製作と併せてクラブDJの活動も行っており、WIRE13にDJとして来日した。
1980年代にはスーパースポーツカーのメーカーであるチゼータ(チゼータ・モロダーSRL)をクラウディオ・ザンポーリと共に設立、共同出資者となるが、後にクラウディオ・ザンポーリとは袂を分かち、出資関係を解消している。

## プロデュース
ジョルジオ・モロダーが作曲や音楽プロデューサーを務めるなど、交遊のあった人物やバンド。
- ドナ・サマー - 「アイ・フィール・ラブ」（1975年）ほか多数
- チッコリー (Chicory Tip) - 「恋の玉手箱」（1972年）
- ブロンディ
- アイリーン・キャラ
- ベルリン
- エルトン・ジョン
- ジャネット・ジャクソン
- バーブラ・ストライザンド
- デヴィッド・ボウイ
- ティナ・ターナー
- ケニー・ロギンス
- ジャンナ・ナンニーニ
- ジグ・ジグ・スパトニック
- リマール
- マイアミ・サウンド・マシーン（グロリア・エステファン）
- シェール
- フレディ・マーキュリー
- オリビア・ニュートン＝ジョン
- チャカ・カーン
- ロジャー・ダルトリー
- スパークス
- サミー・ヘイガー
- チープ・トリック
- ボニー・タイラー
- コリアーナ
- KMFDM
- SEIKO（松田聖子）
- ダフト・パンク

## ディスコグラフィー
- That's Bubblegum - That's Giorgio (1969)
- Giorgio (1970)
- Son of My Father (1972)
- Giorgio's Music(1973)
- Einzelgänger (1975)
- Knights in White Satin (1976)
- From Here to Eternity (1977)
- Love's in You, Love's in Me (1978)
- E=MC² (1979)
- Solitary Men (1983)
- Innovisions (1985)
- Philip Oakey & Giorgio Moroder(1985)
- To Be Number One (1990)
- Forever Dancing (1992)
- 『デジャヴ』(Déjà Vu, 2015)
「ライト・ヒア・ライト・ナウ」

## ネットミーム
ダフト・パンクの2013年のアルバム『ランダム・アクセス・メモリーズ』の第3曲「Giorgio by Moroder」ではモロダーが冒頭2分弱にわたって自分と音楽の関係やシンセサイザーを使うに至った過程を述べている。その最後は「自分の名前はジョヴァンニ・ジョルジオだが、みんな俺をジョルジオと呼ぶ」(My name is Giovanni Giorgio, but everybody calls me Giorgio)という言葉で終わっており、それから本番の音楽が開始するが、この部分を無関係な動画と組み合わせたインターネット・ミームが流行した。YouTube上では2018年に『レギュラーSHOW』の動画と組み合わせたものが確認される限りもっとも古いが、ミームとして流行したのは2020年ごろからである。